# Apelspinnmal
Apelspinnmal (Yponomeuta malinellus) eller äppelspinnmal är en fjärilsart som först beskrevs av Philipp Christoph Zeller 1838. Apelspinnmal ingår i släktet Yponomeuta, och familjen spinnmalar. Den fullvuxna fjärilen är cirka 1 cm lång, med vita vingar. Arten är reproducerande i Sverige och finns över nästan hela landet, upp till Norrbotten. Globalt finns den spridd över tempererade områden, inklusive runt Medelhavet och i Nordamerika, där äppelträd odlas.

## Livscykel
Honan lägger ägg på sensommaren, som kläcks och övervintrar som små larver. Larverna angriper sedan de tidiga skotten på värdväxten, där de äter upp bladen och spinner ett skyddande nät runt sig, för att till slut bilda vita puppor. Den färdiga fjärilen kläcks efter cirka två veckor och lever sedan i ungefär en vecka, då den parar sig och lägger äggen.

## Skadedjur
Apelspinnmalen kan klassas som skadedjur då dess larver angriper framför allt äppelträd. Larverna äter av bladen och täcker grenarna med en tät, vit väv. Det är dock inte skadligt för trädet, och angreppen brukar upphöra efter ett par år.
Apelspinnmalen angriper oftast bara enstaka grenar, till skillnad från den mer aggressiva häggspinnmalen, som kan kaläta hela träd. För att bekämpa den är det bäst att avlägsna larver och bon för hand eller med en hård vattenstråle, så fort de blir synliga. Man kan också använda det biologiska bekämpningsmedlet Bacillus thuringiensis. De övervintrande larverna är svåra att identifiera och bekämpa preventivt.

## Bildgalleri

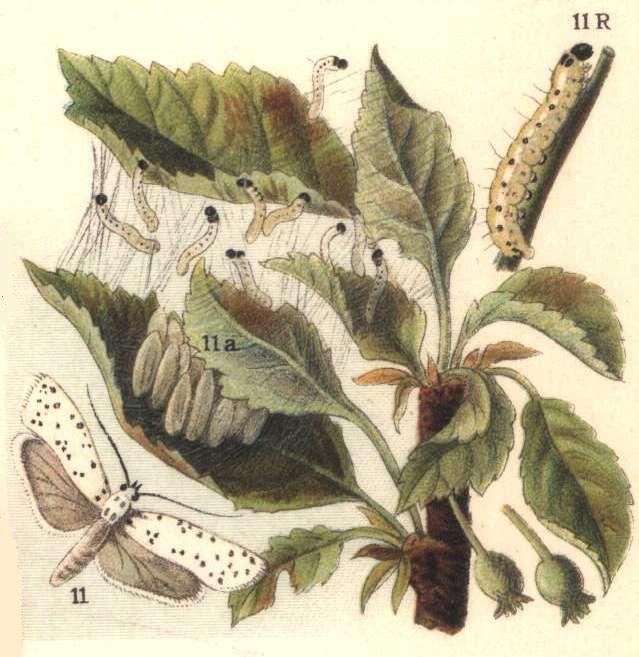
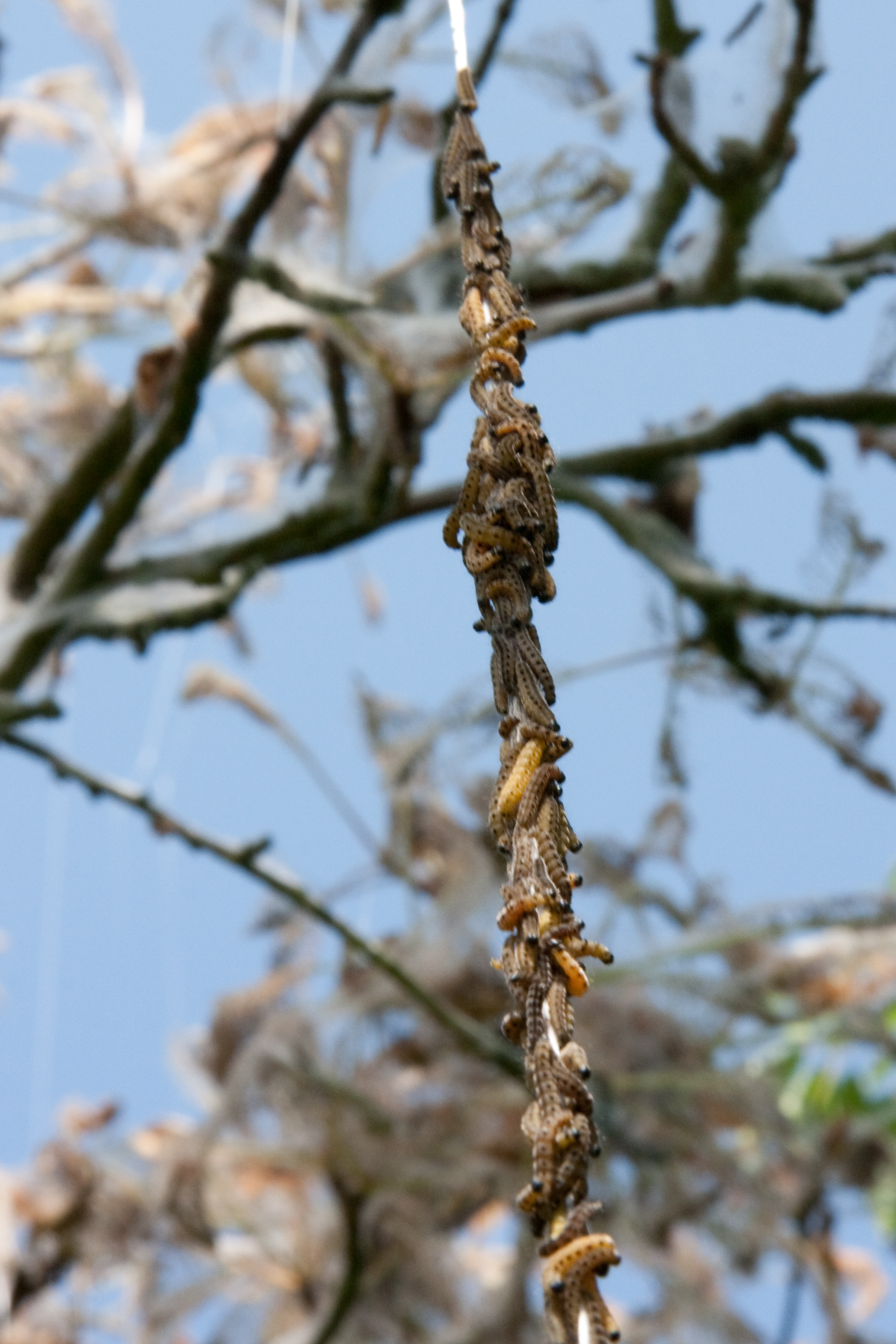
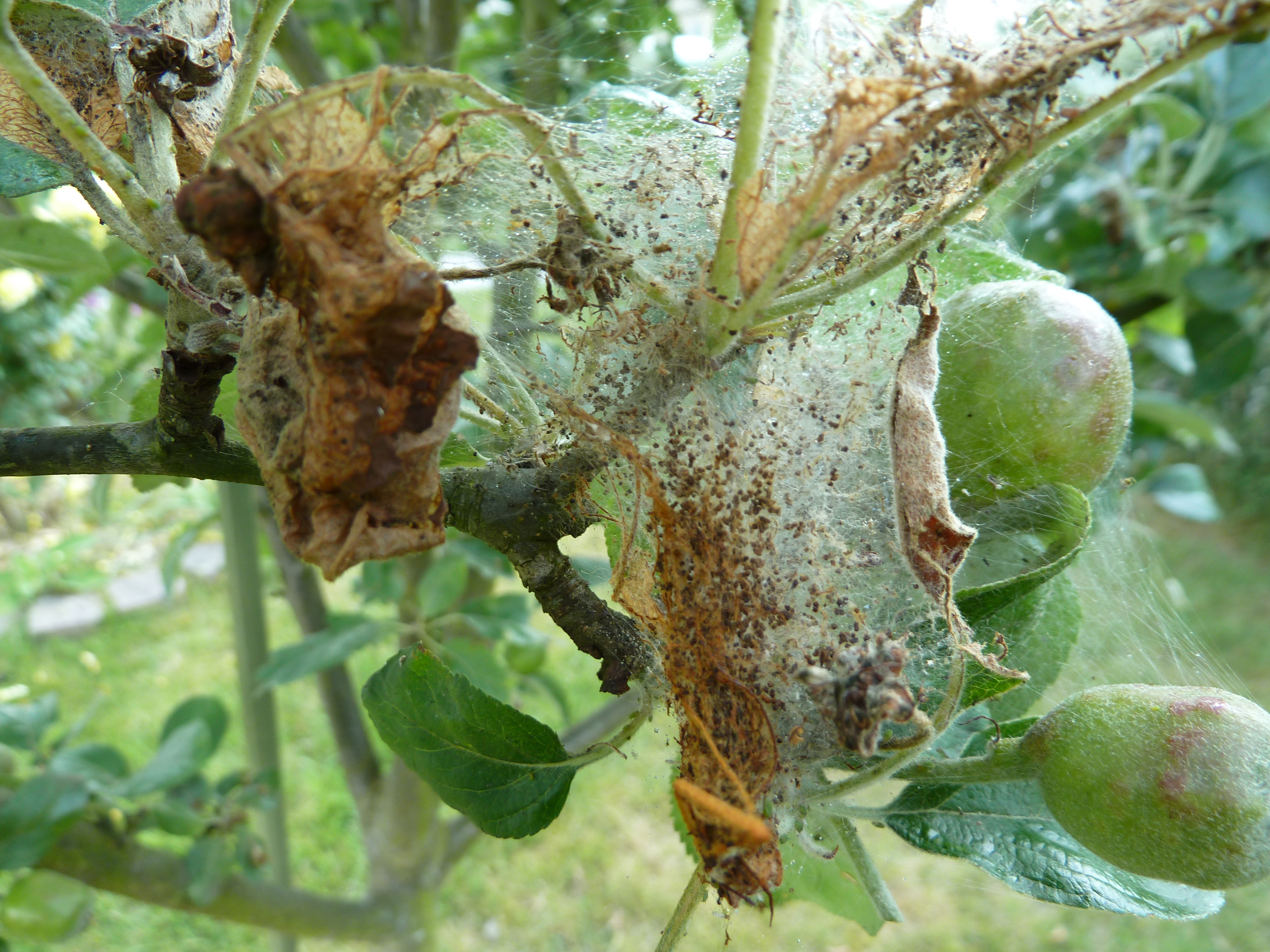
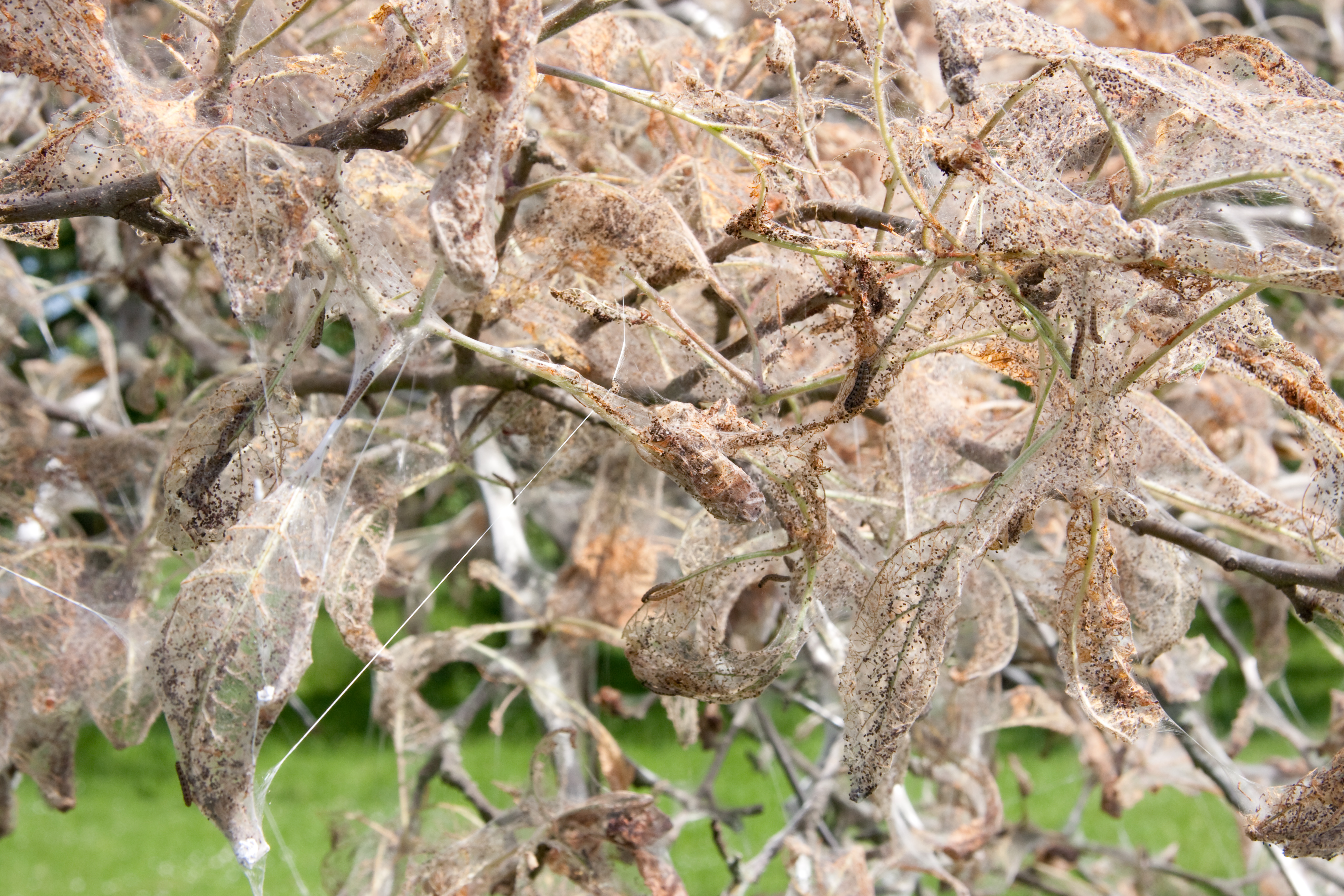
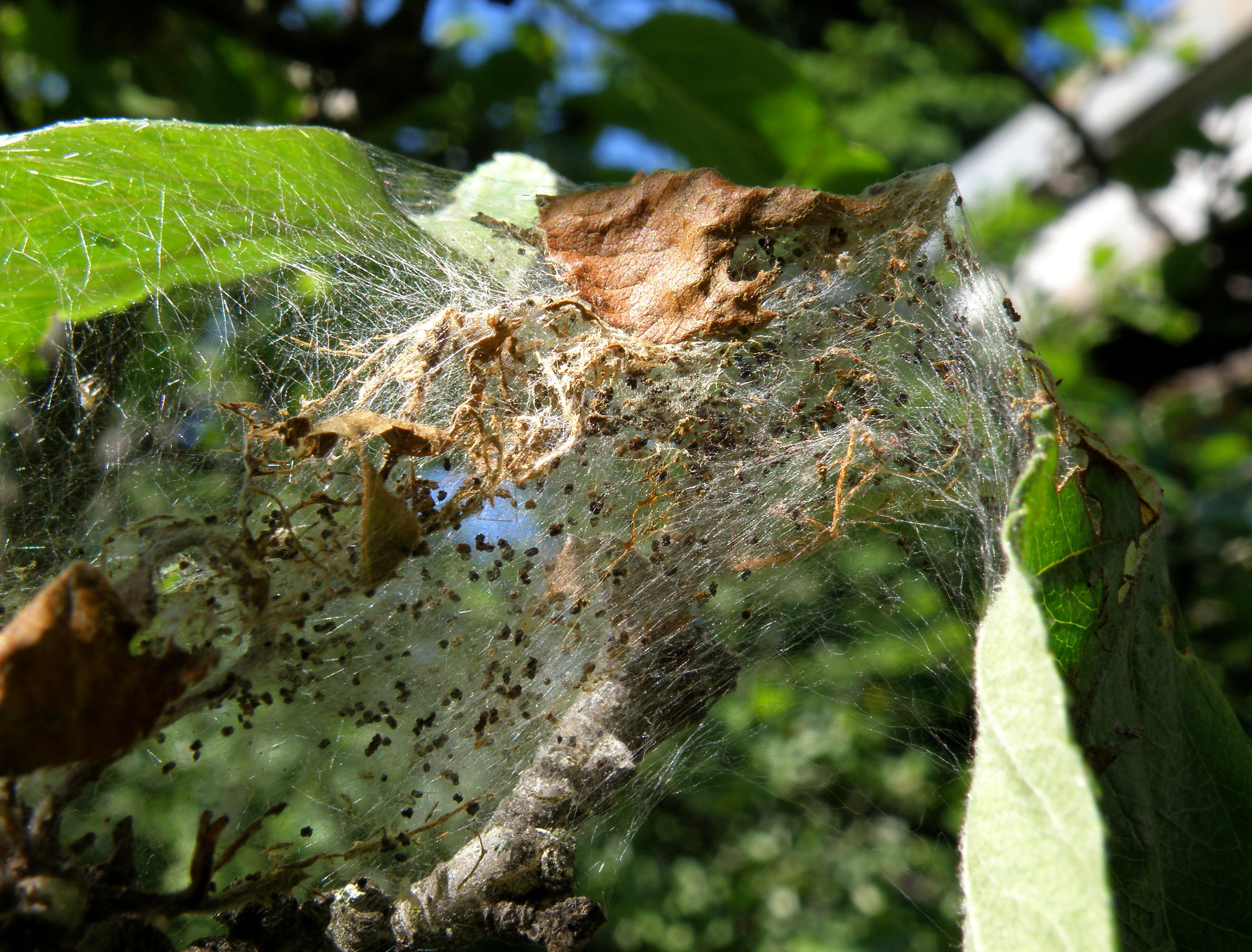